# Рио Бранко (приток на Рио Негро)
Рѝо Бранко (на португалски: Rio Branco, изговаря се по-близко до Риу Бранку) е река в северната част на Бразилия (щата Рорайма), ляв приток на Рио Негро (ляв приток на Амазонка). Дължината ѝ е 584 km (заедно с дясната съставяща я река Урарикуера – 1454 km), а площта на водосборния басейн – 192 393 km² (27,84% от водосборния басейн на Рио Негро).
Река Рио Бранку се образува на 65 m н.в., от сливането на двете съставящи я реки Такуту (лява съставяща) и Урарикуера (дясна съставяща), на 25 km североизточно от град Боа Виста (столица на щата Рорайма). Река Такуту води началото си от северозападната част на масива Камоа, а река Урарикуера – от източните склонове на масива Сера Парима, като двата масива са съставни части на Гвианската планинска земя. В горното си течение река Рио Бранко (до устието на река Ажарани) тече през южните части на Гвианската планинска земя, като образува няколко бързеи и прагове (най-голям Каракараи), след което до устието си протича през северната част на Амазонската низина, вече като голяма, бавна и спокойна река. Влива се отляво в река Рио Негро (ляв приток на Амазонка), на 12 m н.в., на 15 km източно от малкото градче Карвуейру.
Основни притоци: леви – Такуту (390 km), Анауа, Итапара; десни – Урарикуера (870 km), Мукажаи, Унивини, Катримани, Шериуйни. Река Рио Бранко е пълноводна целогодишно, но през юни и юли се наблюдава повишен отток, при който силно се разлива и наводнява обширни територии в долината си. Средният годишен отток в устието ѝ е 5300 m³/s. Плавателна е за дълбоко газещи речни съдове до градчето Каракараи, а за плитко газещи, по време на пълноводието – до град Боа Виста.